# Manic Nirvana
Manic Nirvana peti je studijski album britanskog glazbenika i pjevača, Roberta Planta, kojeg 1990. godine objavljuje diskografska kuća Es Paranza.
Iako je prvi singl "Big Love" prošao kao prosječni hit, sljedeći singl "Hurting Kind" postiže veliku popularnost i dolazi na #1 na glavne rock top ljestvice gdje se zadržava šest tjedana.

## Popis pjesama
1. "Hurting Kind (I've Got My Eyes on You)" – 4:04
2. "Big Love" – 4:24
3. "S S S & Q" – 4:38
4. "I Cried" – 4:59
5. "She Said" – 5:10
6. "Nirvana" – 4:36
7. "Tie Dye on the Highway" – 5:15
8. "Your Ma Said You Cried in Your Sleep Last Night" (Kenny Dino) – 4:36
9. "Anniversary" – 5:02
10. "Liars Dance" – 2:40
11. "Watching You" – 4:19

## Izvođači
- Robert Plant - Vokal, producent
- Rob Stride - Vokal
- Laila Cohen - Vokal
- Micky Groome - Vokal
- Carolyn Harding - Vokal
- Jerry Wayne - Vokal
- Siddi Makain Mushkin - Glas
- Chris Blackwell - Gitara, bubnjevi
- Doug Boyle - Gitara
- Phil Johnstone - Gitara, klavijature, producent
- Charlie Jones - Bas gitara

Produkcija
- Mark "Spike" Stent - Producent, tehničar
- Michael Butterworth - Asistent tehničara
- Jeremy Wheatley - Asistent tehničara
- Bill Price - Miks

## Top ljestvica
Album - Billboard (Sjeverna Amerika)
| Godina | Ljestvica         | Pozicija |
| ------ | ----------------- | -------- |
| 1990.  | The Billboard 200 | #13      |

Singlovi - Billboard (Sjeverna Amerika)
| Godina | Singl                                             | Ljestvica              | Pozicija |
| ------ | ------------------------------------------------- | ---------------------- | -------- |
| 1990.  | "Big Love"                                        | Mainstream Rock Tracks | #35      |
| 1990.  | "Hurting Kind (I've Got My Eyes on You)"          | Mainstream Rock Tracks | #1       |
| 1990.  | "Hurting Kind (I've Got My Eyes on You)"          | The Billboard Hot 100  | #46      |
| 1990.  | "I Cried"                                         | Mainstream Rock Tracks | #39      |
| 1990.  | "Tie Dye on the Highway"                          | Mainstream Rock Tracks | #6       |
| 1990.  | "Your Ma Said You Cried in Your Sleep Last Night" | Mainstream Rock Tracks | #8       |

## Vanjske poveznice
- Službene stranice Roberta Planta
- Rockfield studio
- Allmusic.com - Recenzija albuma